# موسی حجیج
موسی حجیج (انگلیسی: Moussa Hojeij؛ زادهٔ ۶ اوت ۱۹۷۴) بازیکن فوتبال اهل لبنان است.
از باشگاه‌هایی که در آن بازی کرده‌است می‌توان به باشگاه ورزشی النجمه لبنان و باشگاه ورزشی النجمه لبنان اشاره کرد.
وی همچنین در تیم ملی فوتبال لبنان بازی کرده‌است.